# Ex municipio di Legnica
L'ex municipio di Legnica fu eretto negli anni 1737-1741, in stile barocco. Originariamente vi si trovava la sede delle autorità municipali. Nel 1928, in seguito alla costruzione del nuovo municipio di Legnica, quello precedente fu trasformato in un edificio teatrale. Oggi vi si trovano l’amministrazione del teatro di Legnica e i camerini degli attori.

## Storia
Il primo municipio in legno fu costruito a Legnica già nel Trecento, sulla base del privilegio del principe Boleslao III il Prodigo. L’edificio in legno, poi trasformato in una costruzione in mattoni, veniva spesso danneggiato da vari incendi.
Il municipio conosciuto oggi fu costruito dal 1737 al 1741 sotto la direzione di Franz Michael Sheerhofer per essere uno degli elementi architettonici della piazza centrale. La prima seduta del consiglio municipale ebbe luogo il 15 maggio 1741, mentre l'ultima si tenne 164 anni più tardi, l’8 aprile 1905. Nel mentre, il municipio fu ricostruito nel 1836 e di nuovo negli anni 1926-1928, questa volta per diventare un teatro; si aggiunse allora una bassa torre.
L’edificio venne ristrutturato nel 1960 e poi dal 1977 al 1978. Il municipio è stato iscritto nel registro di monumenti in base alla decisione del conservatore dei monumenti del voivodato del 29 marzo 1949.

## Descrizione
Il municipio rappresenta un edificio barocco a tre campate e tre piani con un ampio atrio. Sull’asse dell’edificio è presente un avancorpo, evidenziato da due rampe di scale esterne. Il pianterreno bugnato sostiene le paraste che dividono la facciata. La costruzione è coperta da un tetto mansardato con abbaini, l’avancorpo invece da una cuspide a forma di cipolla. Il Vecchio Municipio è adesso unito con l’edificio del teatro attiguo al suo lato nord. Gli interni costituiscono la sede dell’amministrazione del teatro di Legnica intitolato a Helena Modrzejewska nonché dei camerini degli attori.

## Galleria d'immagini

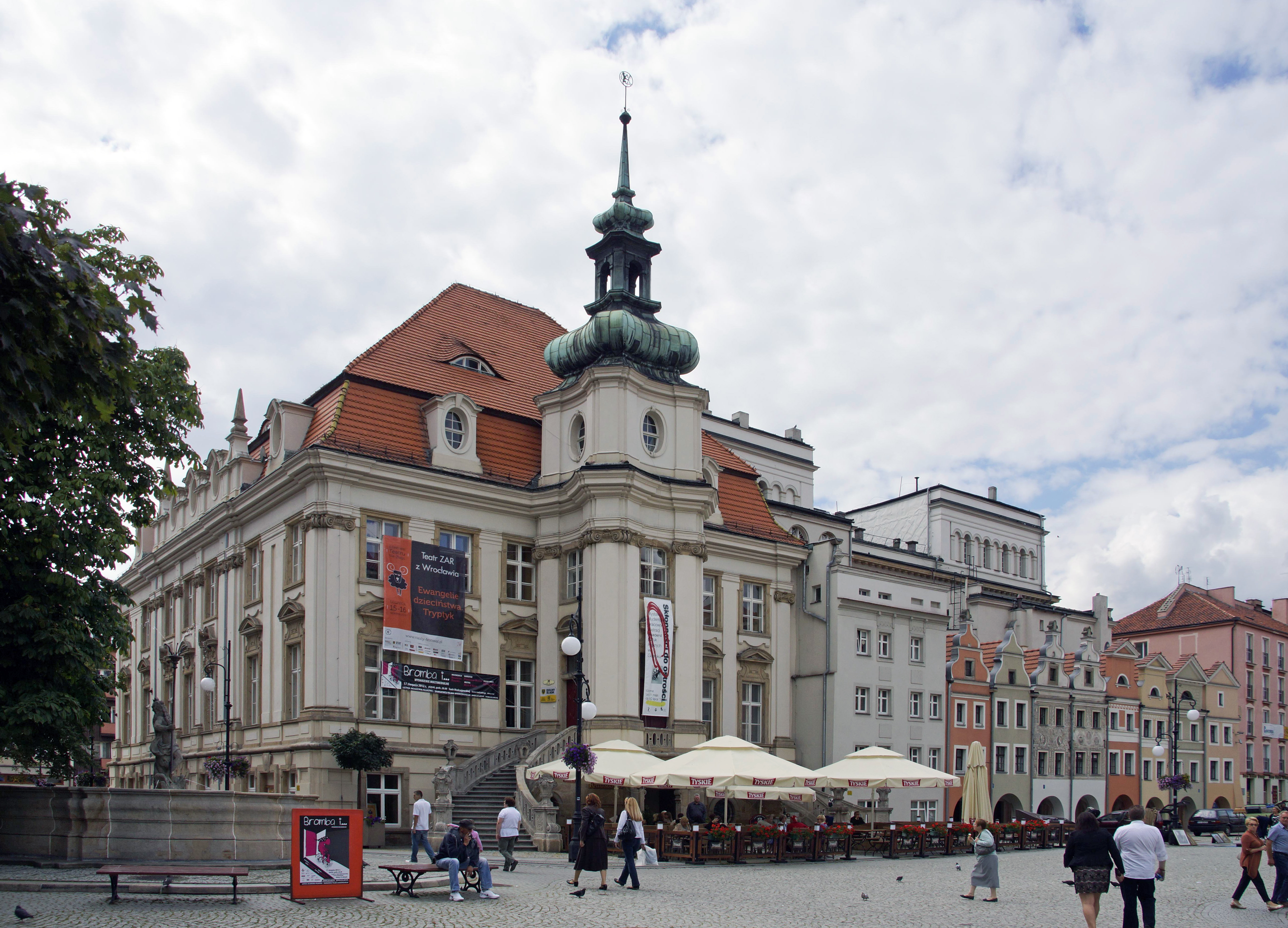
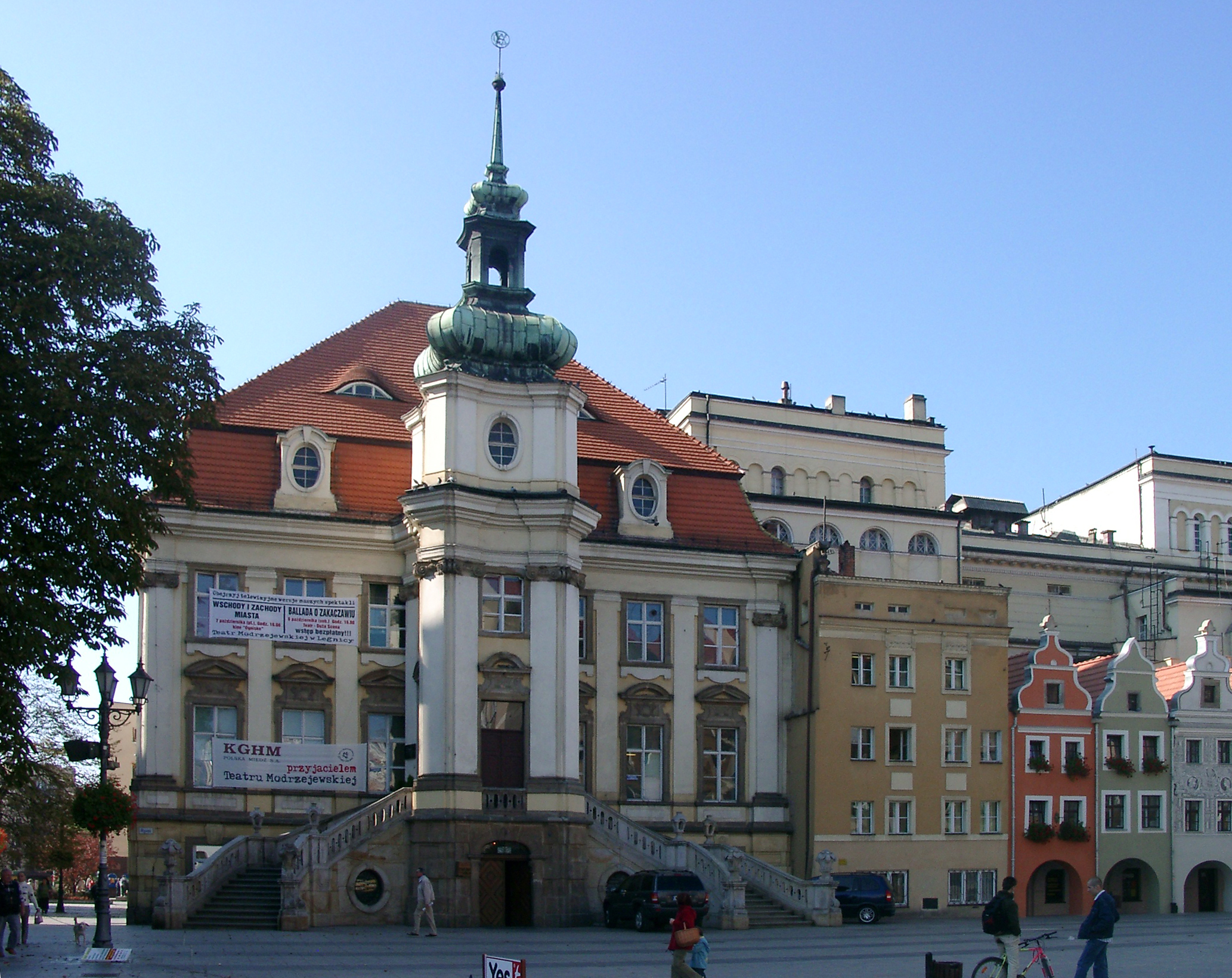
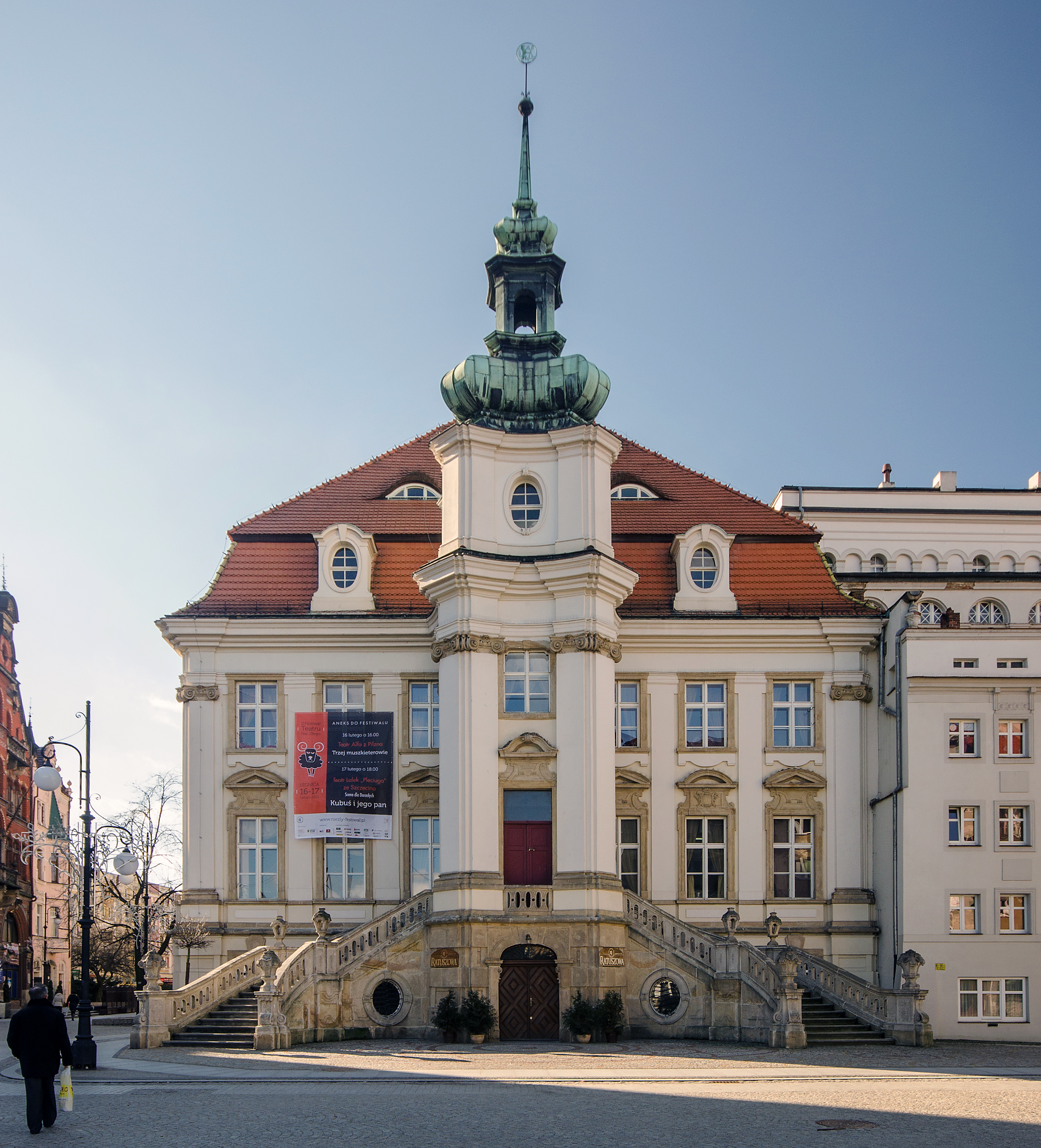
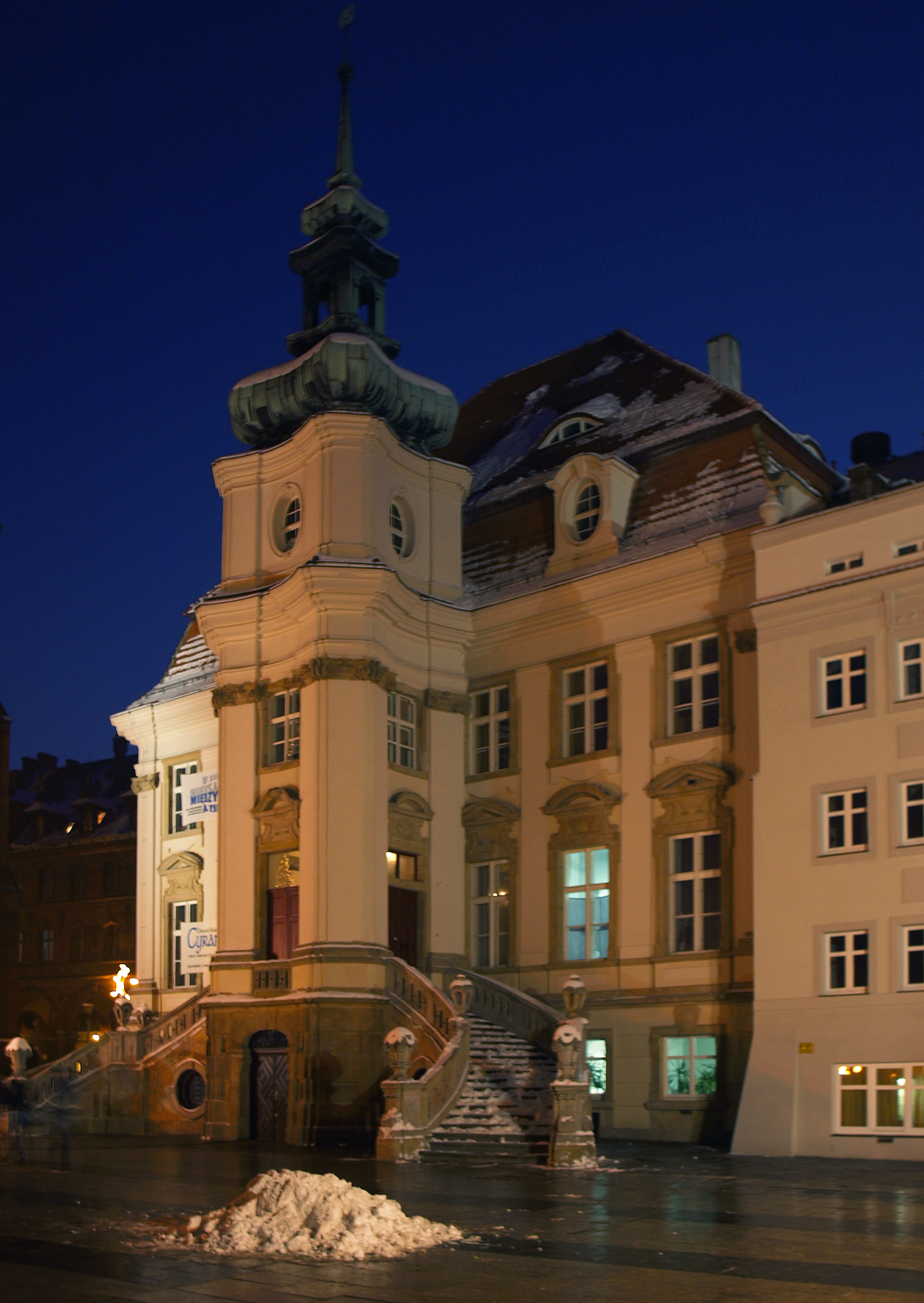